# Nowa Zelandia na Zimowych Igrzyskach Paraolimpijskich 2010
Reprezentacja Nowej Zelandii na Zimowe Igrzyska Paraolimpijskie 2010 liczyła dwóch reprezentantów, obaj startowali w narciarstwie alpejskim.

## Medale
| Medal | Zawodnik  | Sport                 | Wydarzenie                      | Data |
| ----- | --------- | --------------------- | ------------------------------- | ---- |
|       | Adam Hall | Narciarstwo alpejskie | Slalom mężczyzn - osoby stojące | 15   |

| Medale według sportów | Medale według sportów | Medale według sportów | Medale według sportów | Medale według sportów |
| --------------------- | --------------------- | --------------------- | --------------------- | --------------------- |
| Sport                 | złoto                 | srebro                | brąz                  | suma                  |
| Narciarstwo alpejskie | 1                     | 0                     | 0                     | 1                     |
| W sumie               | 1                     | 0                     | 0                     | 1                     |

## Kadra

### Narciarstwo alpejskie

#### Mężczyźni
- Adam Hall – osoby stojące
- Peter Williams – osoby na wózkach